# George Pușcaș
George Alexandru Pușcaș, född 8 april 1996 i Marghita, är en rumänsk fotbollsspelare (anfallare) som spelar för turkiska Bodrum. Han representerar även Rumäniens landslag. 